# توماس هايد
توماس هايد (بالإنجليزية: Thomas Hyde) (29 يونيو 1636 - 18 فبراير 1703) هو مستشرق وعالم لغويات إنجليزي.

## حياته
ولد في بيلينجسلي، بالقرب من بريدجنورث في شروبشير، في 29 يونيو 1636، ودرس هايد في جامعة إيتون، وفي السادسة عشر من عمره دخل جامعة الملك، كامبدرج، ، وهناك درس اللغة العربية على يد أبراهام ويلوك، وبعد بقاءه سنة واحدة في الجامعة، دعاه بريان والتون ليساعده في إتمام نسخته من إنجيل بوليجلوت، بالإضافة إلى متابعة النصوص العربية، الفارسية والسريانية، وقام هايد بكتابة الترجمة الفارسية للتوراة بحروف فارسية، والتي تم طباعتها بحروف عبرية في القسطنطينية عام 1546. وفي 1658 تم اختياره كقارئ للعبرية في جامعة الملكة، أكسفورد، ثم حصل على درجة الماجستير، وفي نفس السنة تم تعيينه كمراقب في مكتبة بودلين، وفي عام 1665 تم تعيينه كرئيس أمناء المكتبة، وفي عام 1691 وبعد موت إدوارد بوكوك، تولى هايد منصب أستاذ كرسي اللغة العربية.

## أعماله
ألف هايد باللاتينية كتاب تاريخ أديان الفرس (Historia religionis veterum Persarum)، وهو يعتبر أول دراسة علمية متكاملة عن العقائد الفارسية القديمة، واعتمد هايد في دراسته على كتابات الإغريق والرحالة والمؤلفات العربية، والنصوص الزرادشتية الموجودة في ذلك الوقت، وهو أول من صحح المعلومات المغلوطة عن الديانات الفارسية والتي روج لها المؤرخون اليونانيون والرومانيون، وقد وصف زرادشت في الكتاب بأنه «مصلح ديني» وأنه دعا إلى الوحدانية المطلقة، وقد صدر عام 1700 عن جامعة أكسفورد. وهو أول من صاغ المصطلح الإنجليزي Dualism  (والذي يعني مصطلح الثنوية في العربية).

## وصلات خارجية
- توماس هايد على موقع الموسوعة البريطانية (الإنجليزية)

- الموسوعة الإيرانية: توماس هايد نسخة محفوظة 14 يناير 2011 على موقع واي باك مشين. (بالإنجليزية)